# Робиния ложноакациевая
Роби́ния ложноака́циевая, или робиния лжеака́ция, или робиния псевдоака́ция, или робиния обыкнове́нная (лат. Robínia pseudoacácia), — быстрорастущее лесообразующее засухоустойчивое дерево, вид рода Робиния (Robinia) семейства Бобовые (Fabaceae). Общеупотребительное русское название растения (ботанически ошибочное) — «бе́лая ака́ция».
Растение происходит из Северной Америки, натурализовалось во многих регионах планеты с умеренным климатом. Активно культивируется — и как декоративное растение, и как растение для укрепления песков и создания ветрозащитных полос.

## Название
Род Робиния был назван Карлом Линнеем в честь французских ботаников отца и сына Жана Робэна (1550—1629) и Веспасиана Робэна (1579—1662).
Устоявшегося русского названия у вида Robinia pseudoacacia нет, в литературе встречается множество вариантов — «робиния лжеакация», «робиния ложноакация», «робиния обыкновенная», «робиния псевдоакация». Широко распространено ботанически ошибочное название «белая акация» (распространённый на Украине и в европейской части России кустарник «жёлтая акация» — тоже не акация, но и не робиния, а Карагана древовидная (Caragana arborescens), вид рода Карагана (Caragana) из того же подсемейства Мотыльковые).
В синонимику вида по информации базы данных The Plant List входят следующие названия:
- Robinia pringlei Rose
- Robinia pseudacacia L., orth. var.
- Robinia pseudoacacia var. inermis DC.
- Robinia pseudoacacia f. oswaldiae Oswald
- Robinia pseudoacacia var. rectissima Raber

## Распространение и экология
Происходит из Северной Америки — ареал охватывает Аппалачские горы от Пенсильвании до Джорджии, на запад до Айовы, Миссури и Оклахомы. Растёт на влажных, богатых известью почвах в лесах из клёна, дуба, сосны, где является обычным компонентом. Наиболее часто встречается в низкогорных лесах (до 1350 м над уровнем моря).
Натурализовалась на всей территории Европы, в зоне умеренного климата Азии, в Северной и Южной Африке, в Австралии, Новой Зеландии и южных районах Латинской Америки. В Китае она по распространению к 2020-м гг. была сравнима с  дальневосточным деревом софора японская из того же семейства, и китайское название робинии ложноакациевой — «колючая софора японская» (кит. упр. 刺槐).
Растёт быстро, особенно до 10 лет, ежегодный прирост в высоту 60—80 см, в ширину 20—30 мм. Развивает глубокую и мощную корневую систему; даёт поросль от пня и корневые отпрыски. Цветёт уже в шестилетнем возрасте.
Очень светолюбива и соле- и засухоустойчива.
Произрастает на любых почвах, предпочитает лёгкие и плодородные, не выносит уплотнения. Выдерживает довольно значительное засоление.
В Европе появилась в первой половине XVII века, когда в европейские сады стали завозиться американские виды деревьев и кустарников. Экземпляр робинии, посаженный в 1601 году в королевском саду в Париже садовником французского короля Генриха IV, считался в 2011 году старейшим деревом Парижа.

## Ботаническое описание
Крупные деревья высотой 20—25 м (может достигать 30—35 м) и диаметром ствола до 1 м. Побеги голые или вначале слегка опушённые, угловатые, оливково-зелёные до блестяще-красновато-коричневых.
Крона ажурная, раскидистая, широкоцилиндрическая, на вершине закруглённая, просвечивающая, с несколькими обособленными ярусами облиственных ветвей.
Корневая система глубокая, развлетвляющаяся, диаметром 12—15 м, на корнях находятся клубеньки с азотофиксирующими бактериями.
Кора на стволе толстая, растрескивающаяся, серо-бурого цвета, с глубокими продольными трещинами.

### Листья
Почки крайне мелкие, издалека не видны вовсе.
Листья светло-зелёные с серебристым оттенком, очерёдные, непарноперистые, длиной 10—25 (до 45) см. У основания листьев находятся парные шипы длиной до 2 см, которые являются видоизменёнными прилистниками и довольно легко отламываются.
Листочки в числе 9—19 штук, эллиптические, длиной 2—4,5 см, шириной 1,5—2 см, на верхушке округлые или иногда чуть выемчатые и тогда с очень коротким шипиком, с округлым или широко клиновидным основанием, в молодости опушённые, позднее голые, сверху светло-зелёные, снизу сизовато-светло-зелёные, сидящие на черешочках длиной 1—2 мм; при основании каждого черешочка шиловидный мягкий прилистничек, равный примерно половине длины черешка.

### Цветки
Соцветие — многоцветковая (5—15 цветков), поникающая кисть длиной 10—25 см. Цветки сидят на опушённых цветоножках длиной 6—12 мм. Цветы многочисленные, душистые.
Чашечка широко колокольчатая, длиной 7—10 мм, шириной 5—9 мм, густо опушённая рыжеватыми, короткими волосками, зубцы чашечки в 2—3 раза короче трубки, треугольные.
Венчик белый или чуть кремовый, диаметром до 3,5 см, парус длиной 1,5—2 см и шириной 1,3—1,7 см, с зеленовато-жёлтым пятном у основания; крылья почти равны длине паруса, лодочка тупая.

### Плоды
Плоды — продолговато-линейные, плоские коричневые бобы, длиной 5—12 см, шириной 1—1,5 см, со слегка загнутым кверху носиком или тупые, голые, с 3—15 семенами.
Семена продолговато-почковидные или узкопочковидные, длиной около 5 мм, шириной 3 мм, оливково-зелёные, бурые или тёмно-коричневые, до чёрных, нередко пятнистые, гладкие, матовые или блестящие.
В 1 кг около 50 тысяч семян; 1 тысяча семян весит 10—25 г. Всхожесть сохраняется 3 года.

### Цветение и плодоношение
Цветение происходит, в зависимости от вида и региона, в мае — июне или июле.
Семена созревают к концу сентября, нередко висят на деревьях в продолжение всей зимы.
Всходы на коротких черешках, с надземными почковидными, мясистыми семядолями длиной 10—12 мм, шириной 5—6 мм. Первый лист простой, широкояйцевидный; последующие листья тройчатые, а далее с увеличивающимся числом листочков.

## Растительное сырьё

### Заготовка
С лечебной целью заготавливают цветы, листья и кору молодых побегов. Цветы заготавливают во время цветения. Собирают их в полураспустившемся состоянии. Сушат в хорошо проветриваемом помещении при температуре 40—50 °С. Кору и листья собирают в течение всего периода вегетации.

### Химический состав
Химический состав плодов робинии псевдоакации изучен недостаточно и нуждается в дополнительном исследовании.
В цветах обнаружены гликозиды (робинин, акациин, апигенин, робленин и др.), эфирное масло, метилантранилат, сложные эфиры салициловой кислоты и таннины. В листьях — флавоноиды и их гликозиды (акацетин, акациин, в меньшей степени робинин); в коре молодых побегов и отчасти и древесине — робинин, танины, жирные масла, фитостерин и стигмастерин. В плодах содержание жирного масла достигает 15 %. Пектины и слизи присутствуют обычно в самых различных частях неповреждённых растений, являясь продуктами нормального метаболизма. Листья и молодые побеги содержат витамины A и C.
Эфирное масло содержит метиловый эфир антраниловой кислоты, индол, гелиотропин, бензиловый спирт, линалоол и α-терпинеол и представляет собой полужидкую массу светло-жёлтого цвета с приятным сильным запахом цветков акации.

### Фармакологические свойства
Препараты робинии используют как спазмолитическое, мочегонное, жаропонижающее, гипотензивное и лёгкое слабительное средство.
Современная медицина рекомендует их приём в качестве желчегонных, слабительных и отхаркивающих средств.

## Свойства и характеристики древесины
Древесина робинии псевдоакации состоит из зеленовато-бурого ядра и белой заболони. Она характеризуется высокими механическими свойствами, прочностью, большой стабильностью, стойкостью против биологических разрушителей и довольно декоративной, хотя и грубой текстурой. Ядро по прочности не уступает древесине дуба, но для столярных изделий мало пригодно, поскольку трудно обрабатывается. У старых экземпляров ядро подвержено гнили.
Древесина долго сохраняется в воде. Она используется в кораблестроении и, начиная с XIX века, для этих целей вывозилась из Америки в Англию. Кроме того идёт на сваи, столбы, шпалы, используется в различных столярных, токарных, поделочных работах, при строительстве амбаров, заборов, мостов, для изготовления паркета, на переработку в целлюлозу и на топливо. Колья широко используются на тычины для винограда.

## Значение и применение

### Применение в зелёном хозяйстве

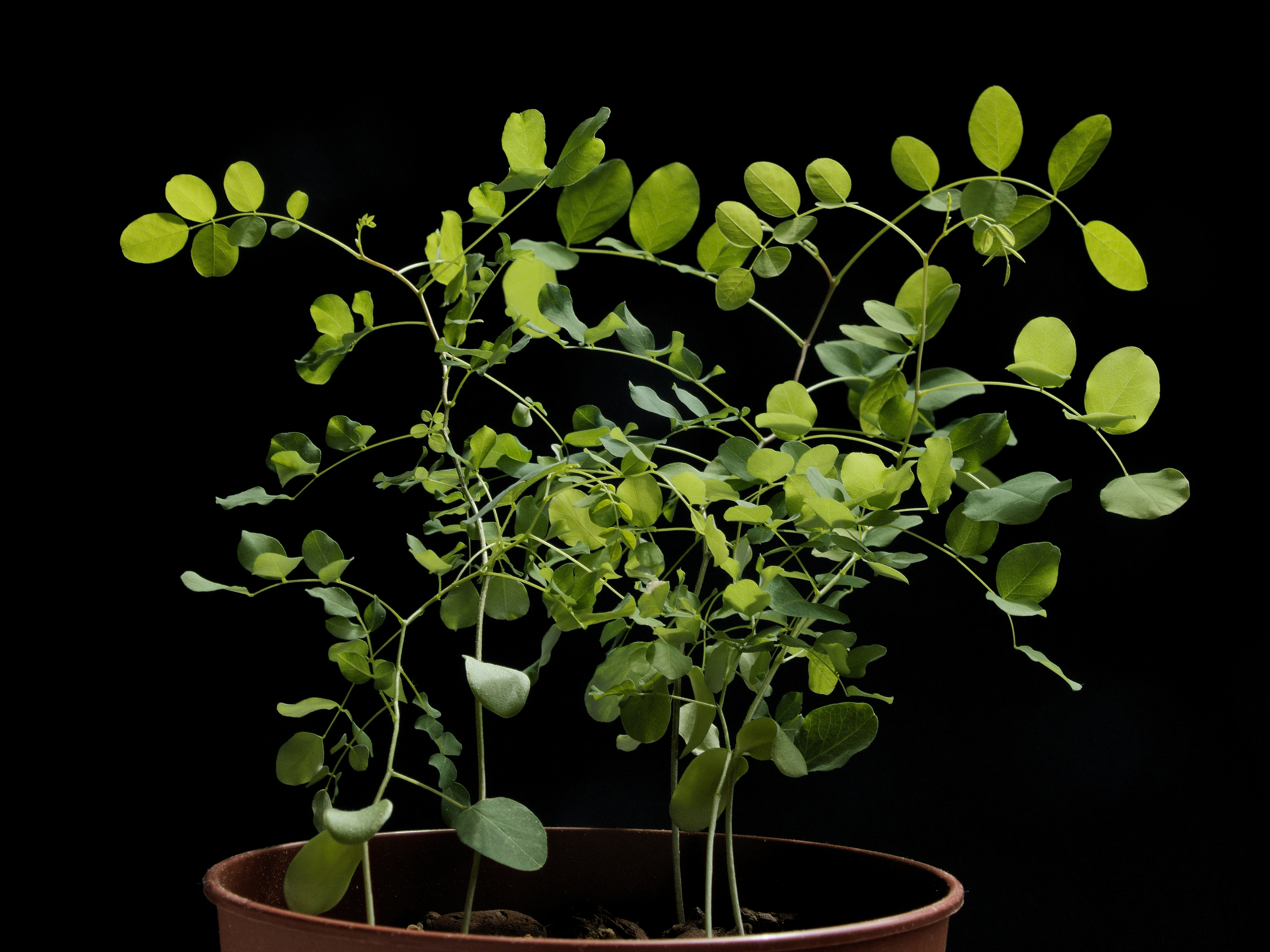
Сеянцы робинии ложноакациевой

Робинию псевдоакацию используют для укрепления песков, склонов оврагов и откосов железнодорожного полотна, для устройства ветрозащитных полос. В период существования СССР, получила широкое применение в облесении степей.
В культуре растение с 1601 года (Северная Америка), в России — с начала XVIII века. Благодаря высокой декоративности, дерево широко культивируется — в садах, парках, для обсадки улиц и дорог, а также в одиночных посадках (солитерах). Хорошо переносит стрижку, а поэтому годна для живых изгородей.

### Применение в медицине
Цветки издавна применяли в медицине различных стран как вяжущее, противовоспалительное, отхаркивающее, жаропонижающее и противоспазматическое средство, их использовали при лечения болезней желудочно-кишечного тракта, почек и мочевого пузыря, почечнокаменной и мочекаменной болезней, тромбофлебите, радикулите, миозите, остеохондрозе, ревматизме, невралгии, простуде, ранах. Кору молодых ветвей рекомендовали при повышенной кислотности желудочного сока.
При обострении гастритов и язвенной болезни назначают спиртовой настой листьев и молодых побегов, а также отвар коры в горячем виде.
Противопоказания
При использовании робинии псевдоакации необходимо знать о токсических веществах, содержащихся в различных частях растения, особенно алкалоида робинина, и обращаться с ней осторожно, строго соблюдая дозировку и рекомендации по приготовлению препаратов.
Острые отравления могут возникнуть при заготовке древесины, что сопровождается недомоганием, тошнотой, рвотой, головной болью и сонливостью.

### Прочее использование
Мёд относится к лучшим сортам, свежий акациевый мёд прозрачен, с тонким ароматом, долго не кристаллизуется. Одно дерево даёт примерно до 14,7 кг мёда. Мёдопродуктивность чистых насаждений иногда достигает 200—300 кг с гектара. 
В условиях юга Украины нектар содержит 
- фруктозы 30,83
- глюкозы 0,32
- сахарозы 68,85%

а процент общей суммы сахаров, по рефрактометру, минимально равнялся 40 и максимально 70. Пыльцевая продуктивность 100 цветков 172 мг, а всё растение может выделить до 26,5 граммов бледно-жёлтой пыльцы.
Семена и цветки содержат до 12 % эфирного масла и используются в парфюмерии, а семена для приготовления суррогата кофе.
Листья и молодые побеги используют на корм скоту. Одно из важных кормовых растений зайца-русака (Lepus europaeus).
Из листьев получают голубую краску.
Луб пригоден для выработки рогож, кулей и тары. Кора, содержащая до 7 % дубильных веществ, пригодна для дубления кож и придания им жёлтой окраски.

## Робиния псевдоакация — инвазионный вид
Растение относится к инвазионным видам, которые изменяют характер деятельности местной экосистемы, нарушая цикл азота в почве.
Робиния псевдоакация включено в сотню наиболее опасных чужеродных видов во флоре Европы. Она в 2008 году отмечена в 41 стране Европы из исследованных 48-ми, то есть более чем в 80 %, причём в 32 странах успешно производит потомство.
Инвазионные популяции отмечены в южных районах Средней России, находятся там на первых стадиях инвазионного процесса и проявляют стремление к расширению вторичного ареала.

## Систематика

### Таксономия
Вид Робиния псевдоакация входит в род Робиния (Robinia) подсемейства Мотыльковые (Faboideae) семейства Бобовые (Fabaceae) порядка Бобовоцветные (Fabales).
|  |                                      |  |                                                               |                                                               |                   |  | ещё три семейства (согласно Системе APG III): Истодовые, Квиллайевые и Суриановые | ещё три семейства (согласно Системе APG III): Истодовые, Квиллайевые и Суриановые |                                                  |  |  |  | ещё около 470 родов                                                                                                 | ещё около 470 родов      |  |  |
|  |                                      |  |                                                               |                                                               |                   |  | ещё три семейства (согласно Системе APG III): Истодовые, Квиллайевые и Суриановые | ещё три семейства (согласно Системе APG III): Истодовые, Квиллайевые и Суриановые |                                                  |  |  |  | ещё около 470 родов                                                                                                 | ещё около 470 родов      |  |  |
|  |                                      |  |                                                               | порядок Бобовоцветные                                         |                   |  |                                                                                   |                                                                                   | подсемейство Мотыльковые                         |  |  |  | | вид Робиния псевдоакация |  |  |
|  |                                      |  |                                                               | порядок Бобовоцветные                                         |                   |  |                                                                                   |                                                                                   | подсемейство Мотыльковые                         |  |  |  | | вид Робиния псевдоакация |  |  |
|  | отдел Цветковые, или Покрытосеменные |  |                                                               |                                                               | семейство Бобовые |  |                                                                                   |                                                                                   | род Робиния                                      |  |  |  | |                          |  |  |
|  | отдел Цветковые, или Покрытосеменные |  |                                                               |                                                               |                   |  |                                                                                   |                                                                                   |                                                  |  |  |  | |                          |  |  |
|  |                                      |  | ещё 58 порядков цветковых растений (согласно Системе APG III) | ещё 58 порядков цветковых растений (согласно Системе APG III) |                   |  |                                                                                   | ещё два подсемейства: Мимозовые и Цезальпиниевые                                  | ещё два подсемейства: Мимозовые и Цезальпиниевые |  |  |  | ещё около 20 видов, в том числе Робиния клейкая, Робиния новомексиканская, Робиния пышная, Робиния щетинистоволосая |                          |  |  |
|  |                                      |  |                                                               | ещё 58 порядков цветковых растений (согласно Системе APG III) |                   |  |                                                                                   |                                                                                   | ещё два подсемейства: Мимозовые и Цезальпиниевые |  |  |  | |                          |  |  |

### Инфравидовые таксоны
В рамках вида выделяют ряд разновидностей:
- Robinia pseudoacacia var. pseudoacacia
- Robinia pseudoacacia var. pyramidalis (Pepin) C.K.Schneid.
- Robinia pseudoacacia var. rectissima Raber
- Robinia pseudoacacia var. umbraculifera DC.

По информации базы данных The Plant List (2010) действительными, помимо номинальных, являются три названия инфравидовых таксонов этого вида:
- Robinia pseudoacacia f. dependens (Dieck) Rehder
- Robinia pseudoacacia var. pendula (Ortega) Loudon
- Robinia pseudoacacia var. pyramidalis (Pepin) C.K.Schneid.

### Сорта
В ходе селекционных работ было выведено множество сортов, отличающихся строением кроны, формой, окраской и положением листьев, окраской цветков и продолжительностью цветения. Некоторые из них (описанные как формы):
Отличаются формой роста и строением кроны:
- Robinia pseudoacacia f. bessoniana (Nichols.) Voss — с рыхлой шаровидной кроной.
- Robinia pseudoacacia f. pendula (Loud.) Rehd. — с плакучими ветвями.
- Robinia pseudoacacia f. pyramidalis (Pepin) Rehd. — с пирамидальной кроной.
- Robinia pseudoacacia f. rehderi (Otto) С.К.Schneid. — с широко шаровидной кроной.
- Robinia pseudoacacia f. stricta (Loud.) Rehd. — с яйцевидно-пирамидальной кроной.
- Robinia pseudoacacia f. tortuosa (DC.) Rehd. — с широкой, плоской кроной; ствол и ветви извилистые.
- Robinia pseudoacacia f. umbraculifera (DC.) Rehd. — с густой шаровидной кроной.

Отличаются формой, окраской и положением листьев, а также наличием колючек:
- Robinia pseudoacacia f. amorphaefolia (Loud.) Rehd. — листочки узкие, продолговатые.
- Robinia pseudoacacia f. argenteo-variegata (Kirchn.) С.К.Schneid. — листочки с белыми полосками.
- Robinia pseudoacacia f. aurea (Kirchn.) Rehd. — листочки, особенно при распускании, золотисто-зелёные.
- Robinia pseudoacacia f. aureo-variegata (K.Koch) С.К.Schneid. — листочки с золотисто-жёлтой каймой.
- Robinia pseudoacacia f. coluteoides (Neum.) Rehd. — листья не длиннее 10 см, листочки длиной до 18 мм, шириной 11 мм; обильно цветущая.
- Robinia pseudoacacia f. crispa (DC.) Rehd. — листочки узкие, по краю волнистые; без колючек.
- Robinia pseudoacacia f. inermis (Mirb.) Rehd. — почти без колючек.
- Robinia pseudoacacia f. microphylla (Loud.) Rehd. — листочки ланцетные, мелкие, приблизительно равные половине величины листочков основной формы.
- Robinia pseudoacacia f. myrtifolia (K.Koch) Rehd. — листья не длиннее 10 см, листочки очень мелкие, почти округлые.
- Robinia pseudoacacia f. purpurea (Dipp.) Rehd. — листочки при распускании пурпурные, позднее коричневато-зелёные.
- Robinia pseudoacacia f. rozynskiana (Spath) Rehd. — листья длиной 25—45 см, повислые.
- Robinia pseudoacacia f. unifoliola (Talou) Rehd. — с одним крупным листочком длиной до 7 см и шириной 3 см.

Отличаются окраской цветков и продолжительностью цветения:
- Robinia pseudoacacia f. decaisneana (Carr.) Voss — с бледно-розовыми цветками.
- Robinia pseudoacacia f. semperflorens (Carr.) Voss — цветение продолжается всё лето.